# Chrysotimus confraternus
Chrysotimus confraternus är en tvåvingeart som beskrevs av Van Duzee 1930. Chrysotimus confraternus ingår i släktet Chrysotimus och familjen styltflugor. Inga underarter finns listade i Catalogue of Life.